# 相生町
相生町（あいおいちょう）は、かつて徳島県の南西部にあった町である。那賀郡に属した。
2005年（平成17年）3月1日、那賀郡の3町2村による合併により現在は那賀町の一部となっている。

## 歴史
- 1956年（昭和31年）9月30日 - 那賀郡相生村・日野谷村・延野村が合併し相生町が発足。
- 2005年（平成17年）3月1日 - 郡内鷲敷町・上那賀町・木沢村・木頭村と合併し消滅、同域に那賀町を新設。

## 行政

### 歴代町長
- 久龍直通

## 地域

### 教育

#### 中学校
- 相生町立相生中学校（現那賀町立相生中学校）

#### 小学校
- 相生町立相生小学校（現那賀町立相生小学校）

## 交通

### 鉄道
町内を鉄道路線は通っていない。最寄り駅は、JR牟岐線・桑野駅あるいは日和佐駅。

### バス
- 徳島バス
- 徳島バス南部

### 航路
- なし

### 道路

#### 高速道路
- なし

#### 一般国道
- 国道195号

#### 県道
- 徳島県道19号阿南鷲敷日和佐線
- 徳島県道35号阿南相生線
- 徳島県道292号西納大久保線
- 徳島県道308号古屋日浦線

#### 道の駅
- もみじ川温泉（国道195号）